# Jillian Murray

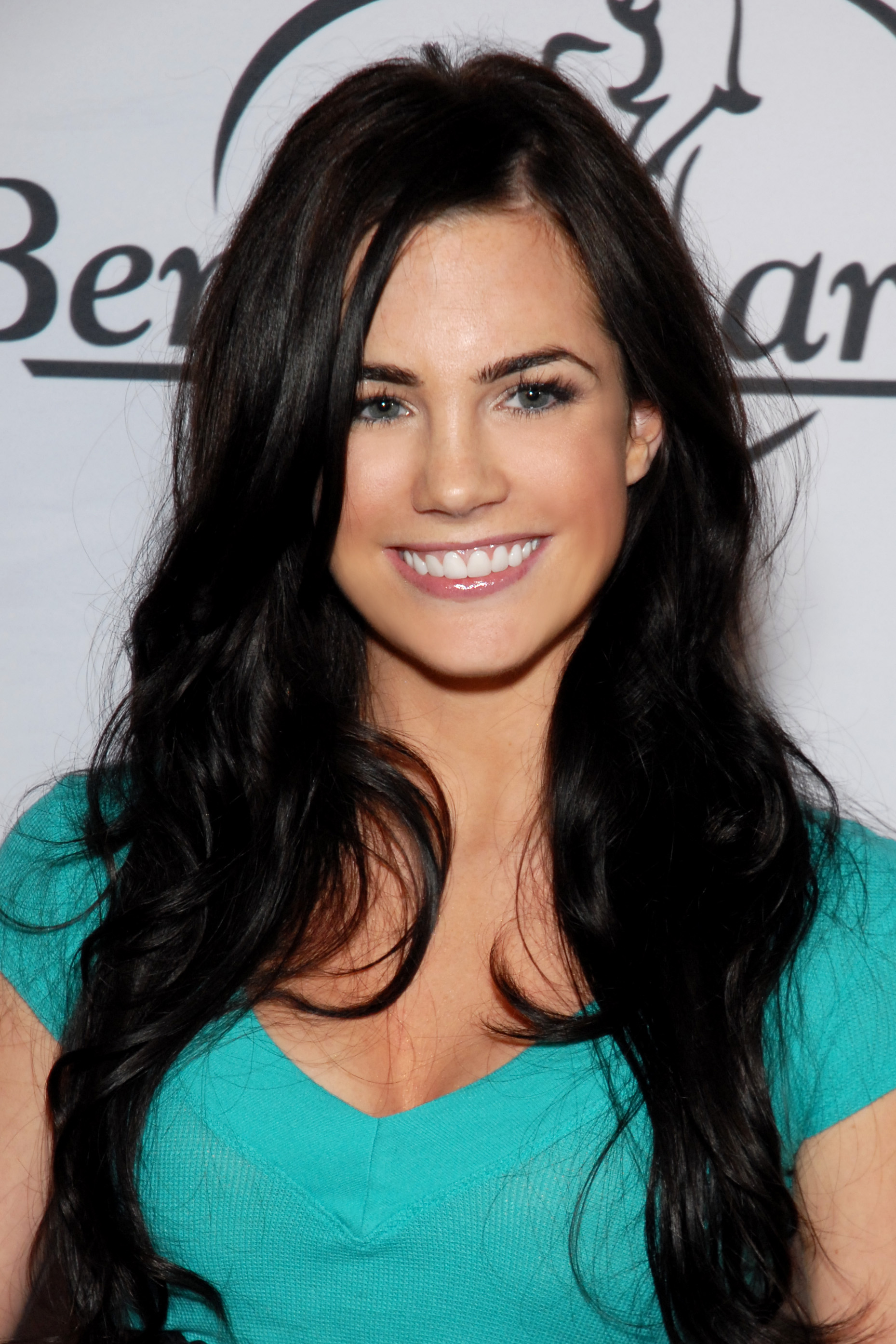
Jillian Murray (2008)

Jillian Leigh Murray (* 4. Juni 1984 in Reading, Berks County, Pennsylvania) ist eine US-amerikanische Schauspielerin.

## Leben
Jillian Murray wurde in Reading geboren und wuchs in Wyomissing auf. 1998 zog sie mit ihrer Familie nach Tucson in Arizona. Seit 2003 tritt sie als Schauspielerin in Film und Fernsehen in Erscheinung.
2009 spielte Murray eine Hauptrolle im Horrorfilm The Graves von Brian Pulido. 2012 spielte sie Lindsay an der Seite von Danny Trejo und Ron Perlman im Actionfilm Bad Ass. 2015 spielte sie Natalie in The Squeeze. In der Krankenhausserie Code Black spielte sie die Ärztin Dr. Heather Pinkney.

## Privates
Seit den Dreharbeiten 2010 zu The Fighters 2: The Beatdown führt sie eine Beziehung mit dem australischen Sänger und Schauspieler Dean Geyer. Sie gaben ihre Verlobung am 18. Dezember 2016 bekannt und heirateten am 14. September 2017.

## Filmografie (Auswahl)
- 2003: Deep Toad
- 2005: Fifty Pills
- 2005: One Night With You
- 2006: The Fun Park
- 2006: Drake & Josh (Fernsehserie, 2 Folgen)
- 2007: Mass Effect (Videogame; Bodymodel von Dr. Liara T'Soni)
- 2008: Legacy (Pretty Little Devils)
- 2008: Big Fat Important Movie (An American Carol)
- 2009: American High School
- 2009: Alpha Males Experiment (Knuckle Draggers)
- 2009: Sonny Munroe (Sonny with a Chance; Fernsehserie, 4 Folgen)
- 2009: Forget Me Not – Vergessen ist tödlich (Forget Me Not)
- 2009: The Graves
- 2010: Wild Things: Foursome
- 2010: Rules of Engagement (Fernsehserie, Folge, 5x12)
- 2010: Mass Effect 2 (Videogame; Bodymodel von Dr. Liara T'Soni)
- 2011: The Fighters 2: The Beatdown (Never Back Down 2: The Beatdown)
- 2011: Cougar Hunting
- 2011: Awkward – Mein sogenanntes Leben (Awkward; Fernsehserie, Folge 1x05)
- 2012: Perception (Fernsehserie, Folge 1x06)
- 2012: Bad Ass
- 2012: Visible Scars
- 2012: Mass Effect 3 (Videogame; Bodymodel von Dr. Liara T'Soni)[5]
- 2014: Cabin Fever: Patient Zero
- 2014: Sexcoach (Mantervention)
- 2015: My Favorite Five
- 2015: The Squeeze
- 2015: Windsor Drive
- 2015: Murder in the First (Fernsehserie, 3 Folgen)
- 2015–2017: Code Black (Fernsehserie, 26 Folgen)
- 2016: The Night Shift (Fernsehserie, Folge 3x06)
- 2017: Dark Ascension
- 2017: You Can’t Have It
- 2018: A Dangerous Date (Fernsehfilm)
- 2019: A Kiss on Candy Cane Lane
- 2019: Liebe auf Rezept (Prescription for Love)
- 2020: Overlook
- 2021: Deadly Radio Romance (Fernsehfilm)
- 2021: The Downside of Bliss
- 2021: Christmas in the Pines
- 2022: Killer Stepmom (Fernsehfilm)
- 2022: An Unlikely Angel
- 2022: Forgotten
- 2022: Weihnachten wie gemalt (A Brush with Christmas, Fernsehfilm)
- 2023: Christmas Keepsake (Fernsehfilm)
- 2024: Ugly – Verlier nicht dein Gesicht (Uglies)
- 2024: A Little Women's Christmas (Fernsehfilm)